# Associação Nacional de Proteção contra Incêndios
A National Fire Protection Association (NFPA) ou Associação Nacional de Proteção Contra Incêndios, é uma organização internacional sem fins lucrativos dedicada a diminuir mortes, ferimentos, perdas materiais e econômicas devido a incêndios, riscos elétricos e relacionados.
A partir de 2018, a NFPA afirma ter 50.000 membros e 9.000 voluntários trabalhando com a organização por meio de seus 250 comitês técnicos.

## História
Em 1895, um Comitê de Proteção Automática de Sprinklers foi formado em Massachusetts por homens afiliados a várias companhias de seguros contra incêndio e um fabricante de tubos para desenvolver um padrão uniforme para o projeto e instalação de sistemas de sprinklers contra incêndio. Na época, havia nove desses padrões em vigor dentro de 100 milhas (160 km) de Boston, Massachusetts, e essa diversidade estava causando grandes dificuldades para os encanadores que trabalhavam na região da Nova Inglaterra.
No ano seguinte, o comitê publicou seu relatório inicial sobre um padrão uniforme e formou a NFPA no final de 1896. O relatório inicial do comitê evoluiu para NFPA 13, Padrão para a Instalação de Sistemas de Sprinklers, que agora é o mais amplamente utilizado padrão de extintor de incêndio.
Por volta de 1904, a NFPA começou a expandir seus membros de afiliadas de companhias de seguros contra incêndio para muitas outras organizações e indivíduos, e também expandiu sua missão além da promulgação de padrões de sprinklers contra incêndio.

## Códigos e normas
A associação publica mais de 300 códigos e padrões de consenso que visam minimizar a possibilidade e os efeitos do fogo e outros riscos. Os códigos e normas são administrados por mais de 250 comitês técnicos, compostos por aproximadamente 8.000 voluntários.